# Конституция Республики Татарстан
Конституция Республики Татарстан (тат. Татарстан Республикасының Конституциясе) — основной закон Республики Татарстан в составе Российской Федерации.
Введена в действие Законом РТ от 30 ноября 1992 г. № 1665-XII. С изменениями от 29 ноября 1994 г., 30 марта и 8 декабря 1995 г., 27 ноября 1996 г., 26 мая и 21 июля 1999 г., 3 марта, 31 мая и 19 декабря 2000 г., 28 июня 2001 г., 19 апреля 2002 г., 15 сентября 2003 г., 12 марта 2004 г., 14 марта 2005 г., 30 марта и 22 ноября 2010 г., 22 июня 2012 г., 31 декабря 2022 г., 26 января 2023 г.

## Содержание
Конституция Татарстана состоит из:
- преамбулы «Настоящая Конституция, выражая волю многонационального народа Республики Татарстан и татарского народа:
  - реализует приоритет прав и свобод человека и гражданина;
  - исходит из общепризнанного права народов на самоопределение, принципов их равноправия, добровольности и свободы волеизъявления;
  - способствует сохранению и развитию исторических, национальных и духовных традиций, культур, языков, обеспечению гражданского мира и межнационального согласия;
  - создает условия для укрепления демократии, социально-экономического развития Республики Татарстан, сохранения исторически сложившегося единства народов Российской Федерации на принципах федерализма».
- 7 разделов;
- 126 статей.

## Историческая справка

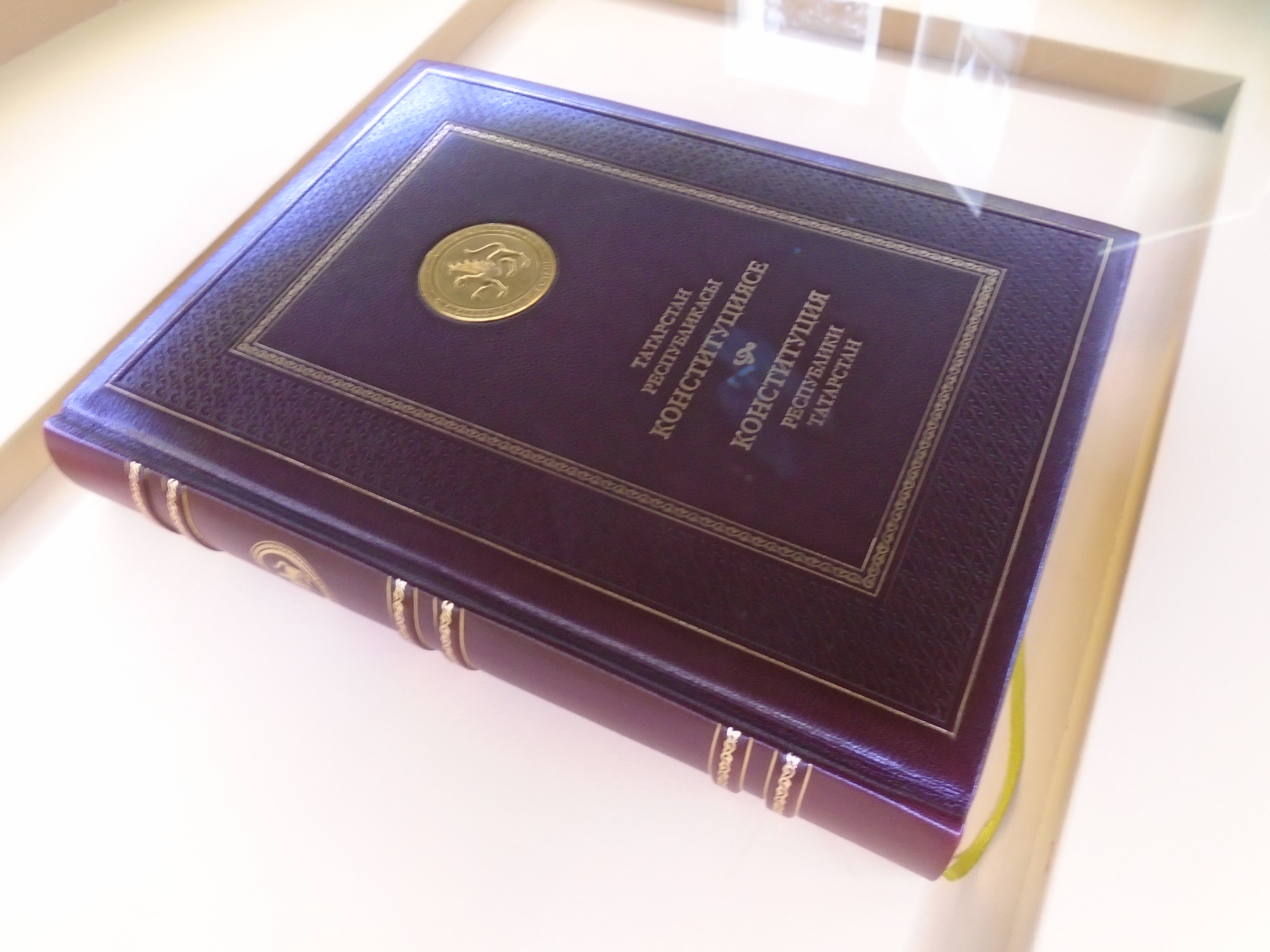
Конституция Татарстана

Конституция Республики Татарстан введена в действие Законом РТ от 30 ноября 1992 г. N 1665-XII. Поправки вносились 19 раз, наиболее значительные изменения были внесены в 2002 и 2023 годах. Татарстан являлся единственным субъектом федерации, который заключал с ней соглашение о разграничении полномочий на общегосударственном уровне. В 2017 году действие договора о разграничении полномочий истекло, после чего новый договор не заключался. Положения о договоре оставались в конституции Татарстана до 2023 года, когда были исключены из неё.

## Критика
- Доктор политических наук, профессор и заведующий кафедрой социологии, политологии и менеджмента КНИТУ имени А. Н. Туполева В. А. Беляев отмечал, что[2]: В Конституции РТ до сих пор есть положения, которые противоречат не только федеральному законодательству, но и здравому смыслу. Так, в одной из её статей фигурирует формулировка границы между Татарстаном и субъектами Российской Федерации, как будто РТ не такой же субъект РФ, как и другие регионы. А в преамбуле последней редакции Конституции РТ, принятой в 2002 году, значится, что власть в регионе осуществляется от имени отдельного этноса, а именно татар, а не всего населения. Тем самым на уровне основного закона вводится неравноправие между гражданами

- С 1 января 2016 года по 5 февраля 2023 года, Конституция Республики Татарстан противоречила федеральному законодательству, так как использовала для наименования главы Республики слово «президент», а срок, отведённый на внесение соответствующих изменений в Конституцию Республики Татарстан, истёк[3][4][5]. 6 февраля 2023 года должность руководителя Татарстана была официально переименована в «глава (раис) Республики Татарстан».